# Carles I de Valois
Carles I de Valois (Vincennes 1270 - Nogent-le-Roi 1325) fou príncep de França, comte de Valois (1285-1325); comte d'Anjou i Maine (1290-1325); comte d'Alençon, Chartres i Perche (1293-1325).

## Orígens familiars
Fill tercer del rei Felip III de França i la seva primera esposa Elisabet d'Aragó. Era net per línia paterna de Lluís IX de França i Margarida de Provença, i per línia materna de Jaume I el Conqueridor i Violant d'Hongria. Fou germà petit del futur rei Felip IV de França.

## Vida política
El 1285 el seu pare l'investí comte de Valois i comte d'Alençon. El 1290 va esdevenir comte d'Anjou, comte de Maine i comte de Perche pel seu matrimoni amb Margarida d'Anjou, comtessa d'Anjou. Gràcies al seu segon matrimoni va reclamar l'herència de Balduí II de Courtenay, l'últim rei llatí de Constantinoble, i avi de la seva esposa. Així mateix emparentat amb els reis de França i Navarra, s'emparentà amb els de Nàpols, Anglaterra i el Sacre Imperi Romano-Germànic.
Pel seu primer matrimoni rebé en dot els anomenats comtats d'Anjou i Maine, si bé tingué l'obligació de cedir la ciutat d'Avinyó, segregada del comtat Venaissin, al Sant Pare.
El 1291 el seu germà Felip IV de França li va concedir el comtat d'Alençon. El 1299 se li va prometre el comtat de Perche i el 1303 va ser nomenat formalment comte de Perche.

## La Corona d'Aragó
Després de les Vespres Sicilianes el 1280 el Papa Martí IV, que havia succeït Climent IV el va investir amb els regnes de la Corona d'Aragó, desposseint així el comte-rei Pere el Gran, però mai va poder conquerir aquests territoris, tot i participar en la croada contra la Corona d'Aragó, que va acabar en desastre absolut per als croats, incloent la mort de Felip III de França, i ell mateix salvant la vida per concessió de Pere el Gran a la batalla del coll de Panissars, i va renunciar als drets pel tractat de Tarascó el febrer del 1291. però quan Alfons el Franc va morir un mes més tard, les clàusules del tractat es van declarar nul·les, i la Pau d'Anagni (1295) va tancar la primera fase del conflicte.

## Núpcies i descendents
Es casà, en primeres núpcies, el 16 d'agost de 1290 a Corbeil amb la comtessa d'Anjou Margarida d'Anjou, filla del rei Carles II de Nàpols i Maria d'Hongria. D'aquesta unió nasqueren:
- la princesa Isabel (1292-1309), casada el 1297 amb Joan III de Bretanya
- el príncep Felip VI de França (1293-1350), rei de França i primer monarca de la Dinastia Valois
- la princesa Joana de Valois (1294-1342), casada amb el comte Guillem III d'Hainault
- la princesa Margarida de Valois (1295-1342), casada el 1310 amb el comte Guiu I de Blois-Chatillon
- el príncep Carles II d'Alençon (1297-1346), comte d'Alençon
- la princesa Caterina de Valois (1299-morta jove)

El gener de l'any 1302 es casà, en segones núpcies, amb Caterina I de Courtenay, emperadriu titular de Constantinoble. D'aquesta unió tingueren:
- el príncep Joan de Chartres (1302-1308), comte de Chartres
- la princesa Caterina de Valois-Courtenay (1303-1346), emperadriu titular de Constantinoble, casada el 1313 amb Felip I Tarent, Príncep de Tarent
- la princesa Joana de Valois (1304-1363), casada el 1318 amb el comte Robert III d'Artois
- la princesa Isabel de Valois (1305-1349), abadessa de Fontevrault

El 1308 es casà, en terceres núpcies, a Poitiers amb Mafalda de Chatillon, filla de Guiu III de Chatillon, comte de Saint Pol. D'aquesta unió tingueren:
- la princesa Maria de Valois (1309-1332), casada el 1328 amb Carles de Calàbria
- la princesa Isabel de Valois (1313-1388), casada el 1336 amb el duc Pere I de Borbó
- la princesa Blanca de Valois (1317-1348), casada el 1329 amb l'emperador Carles IV
- el príncep Lluís de Valois (1318-1328), comte de Chartres

Va morir el 16 de desembre del 1325 i fou enterrat a París. El seu fill segon, després de la mort de tres reis consecutius sense assegurar la descendència masculina, aconseguí el tron francès i va esdevenir el primer de la Dinastia Valois.